# Wesel (huyện)
Wesel (phát âm tiếng Đức: [ˈveːzəl]) là một huyện Kreis ở tây bắc bang North Rhine-Westphalia, Đức. Các huyện giáp ranh là Borken, Recklinghausen, thành phố Bottrop, Oberhausen, Duisburg và Krefeld, các huyện Viersen, Cleves.

## Lịch sử
Huyện được lập năm 1975 thông qua việc hợp nhất các huyện cũ Dinslaken, Moers và Rees, các huyện này được lập năm 1816 khi khu vực này thuộc Phổ.

## Địa lý
Sông chính chảy qua huyện này là sông Rhine.

## Huy hiệu
| Coat of arms | Huy hiệu có một cây willow với 13 nhánh là 13 đô thị trong huyện. Màu xanh lá cây cũng như cây được chọn để biểu thị vành đai xanh quanh thành phố. Huy hiệu được chọn dùng năm 1978. |

## Thị xã và đô thị
| Thị xã | Đô thị                                      |
| --- | ------------------------------------------- |
| 1. Dinslaken 2. Hamminkeln 3. Kamp-Lintfort 4. Moers 5. Neukirchen-Vluyn 6. Rheinberg 7. Voerde 8. Wesel 9. Xanten | 1. Alpen 2. Hünxe 3. Schermbeck 4. Sonsbeck |